# Monte Pascoal
O Monte Pascoal (monte da Páscoa) é um pequeno monte localizado no município de Porto Seguro, no estado brasileiro da Bahia. Situa-se a cerca de 62 quilômetros da cidade de Porto Seguro.
Segundo os registros históricos, o Monte Pascoal foi a primeira porção de terra avistada por Pedro Álvares Cabral e sua tripulação no dia 22 de abril de 1500, data da descoberta do território brasileiro pelos portugueses, ocorrida aproximadamente três meses após o descobrimento do Brasil pelo navegador espanhol Vicente Yáñez Pinzón em Pernambuco.
O acidente geográfico, que tem 586 metros de altura, recebeu este nome porque o desembarque cabralino ocorreu na época da Páscoa do ano de 1500.

## História

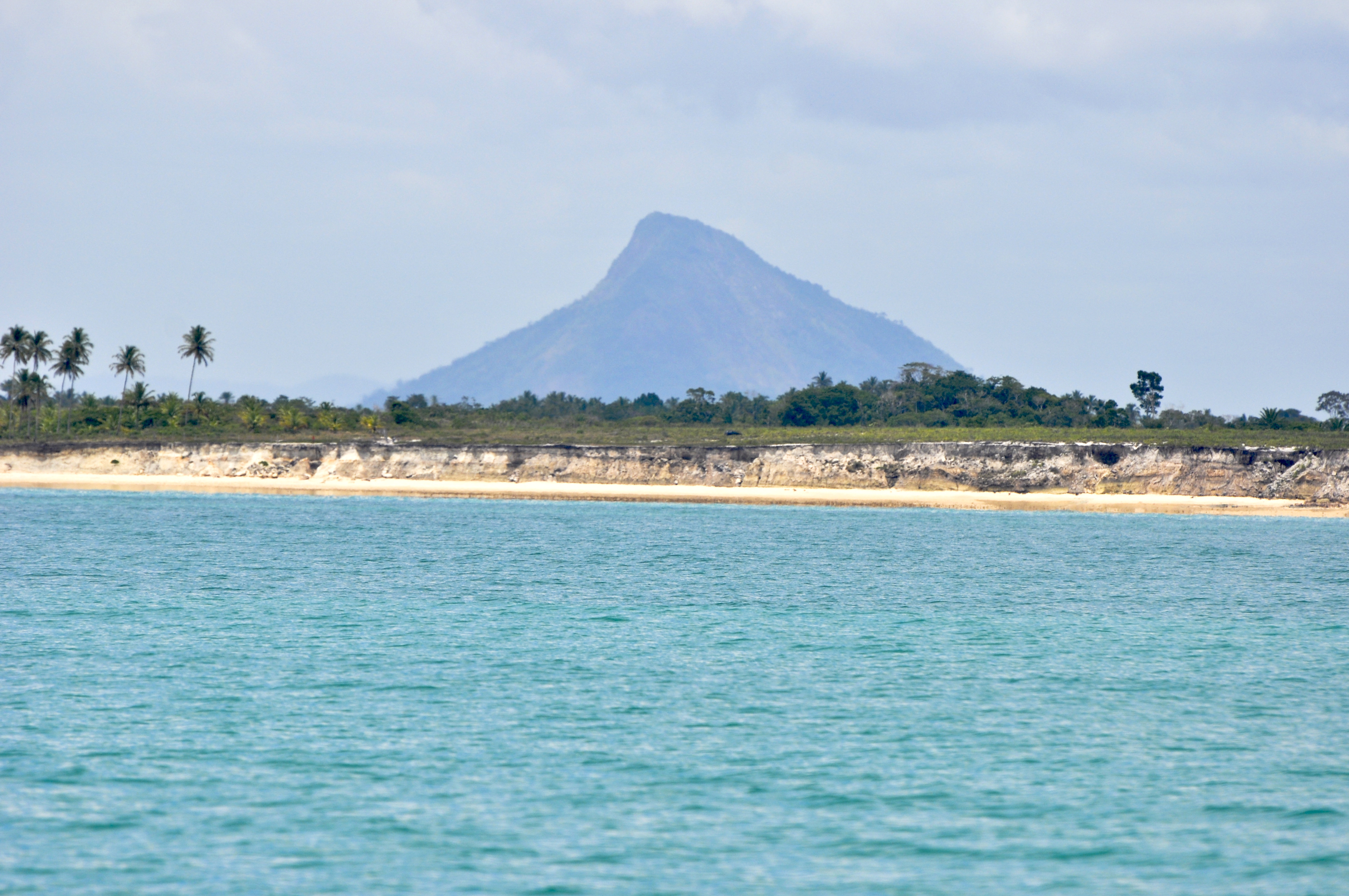
Monte Pascoal visto do mar.

O local foi habitado pelos índios tupinambás e em seguida pelos pataxós, que sobreviviam da caça e da pesca.
Em 29 de novembro de 1961, foi oficialmente criado o Parque Nacional e Histórico do Monte Pascoal, com 22 500 hectares e 110 quilômetros de perímetro, no município de Porto Seguro. A melhor forma de se chegar ao Monte Pascoal é pela BR-101/Vitória-Salvador, a 14 quilômetros para o acesso principal do parque. O parque está aberto a visitação com o consentimento dos índios pataxós que habitam a região.